# Franchino II Rusca
Franchino II Rusca (o Rusconi; Como, 1360 ca. – 1412) è stato un nobile italiano, conte di Lugano (1406-1411) e signore di Como (1408-1412).
Prima al servizio di Gian Galeazzo Visconti, dal 1402 intraprese una guerra con i successori del duca di Milano per il possesso del Comasco. Fu inoltre a capo della fazione ghibellina di Como e un punto di riferimento per il ghibellinismo di area lombardo-piemontese.

## Biografia

### Famiglia
Franchino II apparteneva alla casata dei Rusca (o Rusconi), signori di Como fino al 1335. Figlio di Lotario Rusca ed Enrica Visconti, nacque probabilmente intorno al 1360 ed ebbe due fratelli (Baldassarre e Giovani) e tre sorelle (Enrica, Maddalena e Donnina). 
Il Rusca sposò, anche se non si conosce la data del matrimonio, una donna chiamata Tommasina, ed ebbe sette figli: Lotario che ereditò la signoria di Como; Antonio che, invece, intraprese la carriera ecclesiastica diventando frate francescano; Giovanni, futuro conte di Lugano; Elisabetta, moglie del conte Giacomo Mandello; Giovanna, che sposò Gaspare di Giovanni Pietro Visconti; Fiorbellina, sposa del patrizio milanese Antonio Porro; e infine Luigia, moglie di Bartolomeo di Antonio Visconti. 
Pur essendo disposto ad allearsi con i guelfi per i propri interessi personali, Franchino II Rusca fu un punto di riferimento per i Ghibellini di area lombardo-piemontese. Stipulò una serie di accordi matrimoniali con esponenti del ghibellinismo, come i Mazzarditi del Lago Maggiore e i Tizzoni di Vercelli.  

### Il rapporto con i Visconti
Le prime notizie sul Rusca risalgono agli anni Novanta del XIV secolo, quando era al servizio del duca di Milano Gian Galeazzo Visconti, dal quale ricevette la carica di Capitano di Cento soldati a cavallo. Nel 1395 il Visconti lo inviò col fratello Baldassarre come ambasciatore presso Alfonso di Sicilia e, l'anno successivo, si recò con i due in visita alla nuova fabbrica del Duomo di Como. Franchino inoltre prese parte alle guerre di Gian Galeazzo contro il Marchese di Mantova (1397) e a quelle di Perugia, Spoleto e Nocera (1400).
Alla morte di Gian Galeazzo Visconti, nel 1402, Franchino II si trovava in servizio o a Parma o a Pisa (i cronisti forniscono versioni differenti). Il Rusca approfittò della situazione di instabilità del ducato, provocata dalle città soggette al dominio visconteo che cercavano di rendersi autonome, per fare ritorno a Como insieme al cugino Ottone. Approfittando dei conflitti interni, scoppiati tra la fazione guelfa (guidata dai Vitani) e quella ghibellina, il Rusca si impadronì della città e allontanò gli ufficiali ducali. Caterina Visconti, reggente per il figlio Giovanni Maria, rispose inviando contro Franchino un corpo armato guidato da Pandolfo Maltesta e da Jacopo dal Verme, a cui si aggiunsero anche truppe dei Vitani. Sconfitto a Montorfano, Franchino si rifugiò presso il Castello di San Pietro a Balerna, mentre il Malatesta entrava a Como (dalla fortezza della Torre Rotonda) e la saccheggiava. Forti del sostegno del duca, i Vitani perseguitarono i nemici anche fuori dal territorio comasco, saccheggiando i beni della famiglia. Lo stesso fecero Franchino ed Ottone e, inoltre, offrirono sostegno alle famiglie guelfe contro i Visconti (pur essendo anch'essi della fazione ghibellina). Dopo una tregua di venti giorni, nel 1404, i Rusconi tentarono nuovamente per alcuni mesi di rientrare a Como ma fallirono e nel giugno Franchino e Ottone si ritirarono a Lugano. Il Rusca sostenne la formazione di una "comunitas Lugani et vallis", che comprendeva quattro pievi (Lugano, Agno, Riva San Vita e Capriasca), indipendente da Como e sottomessa al suo dominio. Da Lugano fece una serie di incursioni in Brianza e fornì appoggio militare ai figli di Bernabò Visconti. Nel 1406 il duca Giovanni Maria Visconti incoraggiò la pace tra le fazioni e assegnò a Franchino II il titolo di conte di Lugano. Ciononostante nel maggio 1408 il Rusca entrò a Como, sostenuto da Facino Cane, attraverso la Porta Nuova e ad ottobre, allontanate le ultime forze ducali, assunse ufficialmente su di sé la signoria.

### Franchino Rusca signore di Como (1408-1412)
Le principali testimonianze sulla signoria di Franchino II derivano dai decreti da lui emanati tra il 1409 il 1410. Il Rusca assunse su di sé la nomina del podestà e del capitano della difesa; aveva inoltre una propria cancelleria, distinta da quella del Comune. Per legittimare il suo potere affermò di aver ricevuto il titolo con il consenso popolare, diversamente da quanto fatto dal duca di Milano (quest'ultimo, in quanto duca, non riteneva necessario ricevere l'approvazione del popolo)o. Egli si propose come un signore pacificatore, dichiarando di voler governare per il bene comune, tuttavia abolì la fazione contraria e impose l'adesione a quella dei Rusca. Franchino non riuscì mai ad ottenere la pace interna poiché, pur godendo del sostegno delle comunità di Gravedona, Sorico e alcune terre del lago, altre aree del comasco rimasero fedeli alla fazione opposta, come ad esempio Fino, Molina e Torno. Tali resistenze provocarono ulteriori scontri, saccheggi e devastazioni. Per ripopolare la città dopo le lotte cittadine, emanò, nel maggio 1409, due decreti: il primo prevedeva un'immunità fiscale di cinque anni per gli stranieri che si fossero trasferiti a Como, oltre alla protezione delle magistrature verso chi avesse debiti pregressi (ad eccezione di quelli contratti con i cittadini di Como); il secondo era volto a far rientrare in città, entro un mese, chi si fosse precedentemente allontanato (in alternativa si dovevano fornire giustificazioni), pena il sequestro dei beni. Nel luglio dello stesso anno, per far fronte all'aumento dei prezzi, vietò l'esportazione di granaglie, legname, castagne e vino, pena 10 fiorini e due bastonate per ogni moggio di cibo o botti di vino in uscitao. Dopo essere diventato signore impose come vescovo di Como un uomo a lui fedele, Antonio Turconi (la cui nomina fu confermata da papa Alessandro V), contrapponendolo al candidato ducale Guglielmo Pusterla.  Il Turconi sfruttò la sua posizione per favorire membri della fazione ghibellina, attraverso la concessione di terre della Chiesa di Como prima in possesso di guelfi. Al tempo stesso, il vescovo si adoperò per far rientrare la fazione dei Vitani ma, nonostante l'adesione di Franchino alla causa, questi si rifiutarono per mancanza di fiducia nei confronti del signore di Como. Il 12 novembre 1412 Franchino stipulò una tregua con il nuovo duca Filippo Maria Visconti, pochi giorni prima di morireo Durante il funerale fu portato dai decurioni della città nel Palazzo del comune "con i Speroni d'oro in piedi, [e] con lo Stocco nella guagina, [e] con lo Scudo alla rovescia, cioè a capo piedi". Il corpo fu trasportato poi nel Duomo di Como dal clero e fu sepolto nella Cappella maggiore; sopra il sepolcro fu costruita una statua del signore a grandezza naturale. 

## Ascendenza e discendenza
|          |          |          |          |          |          |  |  | Franchino I  |              |              |              |              |              |  |  |             |             |             |             |             |             |  |  |            |            |            |            |            |            |  |  |             |             |             |             |             |             |  |  |          |          |          |          |          |          |  |  |        |        |        |        |        |        |  |  |  |  |  |  |  |  |  |  |  |  |  |  |  |  |  |  |  |  |  |  |  |  |  |  |  |  |  |  |  |  |  |  |  |  |  |  |  |  |
|          |          |          |          |          |          |  |  |              |              |              |              |              |              |  |  |             |             |             |             |             |             |  |  |            |            |            |            |            |            |  |  |             |             |             |             |             |             |  |  |          |          |          |          |          |          |  |  |        |        |        |        |        |        |  |  |  |  |  |  |  |  |  |  |  |  |  |  |  |  |  |  |  |  |  |  |  |  |  |  |  |  |  |  |  |  |  |  |  |  |  |  |  |  |
|          |          |          |          |          |          |  |  |              |              |              |              |              |              |  |  |             |             |             |             |             |             |  |  |            |            |            |            |            |            |  |  |             |             |             |             |             |             |  |  |          |          |          |          |          |          |  |  |        |        |        |        |        |        |  |  |  |  |  |  |  |  |  |  |  |  |  |  |  |  |  |  |  |  |  |  |  |  |  |  |  |  |  |  |  |  |  |  |  |  |  |  |  |  |
| Bonacosa | Bonacosa | Bonacosa | Bonacosa | Bonacosa | Bonacosa |  |  | Lotario I    | Lotario I    | Lotario I    | Lotario I    | Lotario I    | Lotario I    |  |  | Francesco   | Francesco   | Francesco   | Francesco   | Francesco   | Francesco   |  |  | Frusardolo | Frusardolo | Frusardolo | Frusardolo | Frusardolo | Frusardolo |  |  |             |             |             |             |             |             |  |  |          |          |          |          |          |          |  |  |        |        |        |        |        |        |  |  |  |  |  |  |  |  |  |  |  |  |  |  |  |  |  |  |  |  |  |  |  |  |  |  |  |  |  |  |  |  |  |  |  |  |  |  |  |  |
| Bonacosa | Bonacosa | Bonacosa | Bonacosa | Bonacosa | Bonacosa |  |  | Lotario I    | Lotario I    | Lotario I    | Lotario I    | Lotario I    | Lotario I    |  |  | Francesco   | Francesco   | Francesco   | Francesco   | Francesco   | Francesco   |  |  | Frusardolo | Frusardolo | Frusardolo | Frusardolo | Frusardolo | Frusardolo |  |  |             |             |             |             |             |             |  |  |          |          |          |          |          |          |  |  |        |        |        |        |        |        |  |  |  |  |  |  |  |  |  |  |  |  |  |  |  |  |  |  |  |  |  |  |  |  |  |  |  |  |  |  |  |  |  |  |  |  |  |  |  |  |
|          |          |          |          |          |          |  |  |              |              |              |              |              |              |  |  |             |             |             |             |             |             |  |  |            |            |            |            |            |            |  |  |             |             |             |             |             |             |  |  |          |          |          |          |          |          |  |  |        |        |        |        |        |        |  |  |  |  |  |  |  |  |  |  |  |  |  |  |  |  |  |  |  |  |  |  |  |  |  |  |  |  |  |  |  |  |  |  |  |  |  |  |  |  |
| Enrica   | Enrica   | Enrica   | Enrica   | Enrica   | Enrica   |  |  | Franchino II | Franchino II | Franchino II | Franchino II | Franchino II | Franchino II |  |  | Baldassarre | Baldassarre | Baldassarre | Baldassarre | Baldassarre | Baldassarre |  |  | Giovanni   | Giovanni   | Giovanni   | Giovanni   | Giovanni   | Giovanni   |  |  | Maddalena   | Maddalena   | Maddalena   | Maddalena   | Maddalena   | Maddalena   |  |  | Donnina  | Donnina  | Donnina  | Donnina  | Donnina  | Donnina  |  |  |        |        |        |        |        |        |  |  |  |  |  |  |  |  |  |  |  |  |  |  |  |  |  |  |  |  |  |  |  |  |  |  |  |  |  |  |  |  |  |  |  |  |  |  |  |  |
| Enrica   | Enrica   | Enrica   | Enrica   | Enrica   | Enrica   |  |  | Franchino II | Franchino II | Franchino II | Franchino II | Franchino II | Franchino II |  |  | Baldassarre | Baldassarre | Baldassarre | Baldassarre | Baldassarre | Baldassarre |  |  | Giovanni   | Giovanni   | Giovanni   | Giovanni   | Giovanni   | Giovanni   |  |  | Maddalena   | Maddalena   | Maddalena   | Maddalena   | Maddalena   | Maddalena   |  |  | Donnina  | Donnina  | Donnina  | Donnina  | Donnina  | Donnina  |  |  |        |        |        |        |        |        |  |  |  |  |  |  |  |  |  |  |  |  |  |  |  |  |  |  |  |  |  |  |  |  |  |  |  |  |  |  |  |  |  |  |  |  |  |  |  |  |
|          |          |          |          |          |          |  |  |              |              |              |              |              |              |  |  |             |             |             |             |             |             |  |  |            |            |            |            |            |            |  |  |             |             |             |             |             |             |  |  |          |          |          |          |          |          |  |  |        |        |        |        |        |        |  |  |  |  |  |  |  |  |  |  |  |  |  |  |  |  |  |  |  |  |  |  |  |  |  |  |  |  |  |  |  |  |  |  |  |  |  |  |  |  |
| Antonio  | Antonio  | Antonio  | Antonio  | Antonio  | Antonio  |  |  | Lotario II   | Lotario II   | Lotario II   | Lotario II   | Lotario II   | Lotario II   |  |  | Elisabetta  | Elisabetta  | Elisabetta  | Elisabetta  | Elisabetta  | Elisabetta  |  |  | Giovanni   | Giovanni   | Giovanni   | Giovanni   | Giovanni   | Giovanni   |  |  | Fiorbellina | Fiorbellina | Fiorbellina | Fiorbellina | Fiorbellina | Fiorbellina |  |  | Giovanna | Giovanna | Giovanna | Giovanna | Giovanna | Giovanna |  |  | Luigia | Luigia | Luigia | Luigia | Luigia | Luigia |  |  |  |  |  |  |  |  |  |  |  |  |  |  |  |  |  |  |  |  |  |  |  |  |  |  |  |  |  |  |  |  |  |  |  |  |  |  |  |  |